# Castelo de Glücksburg

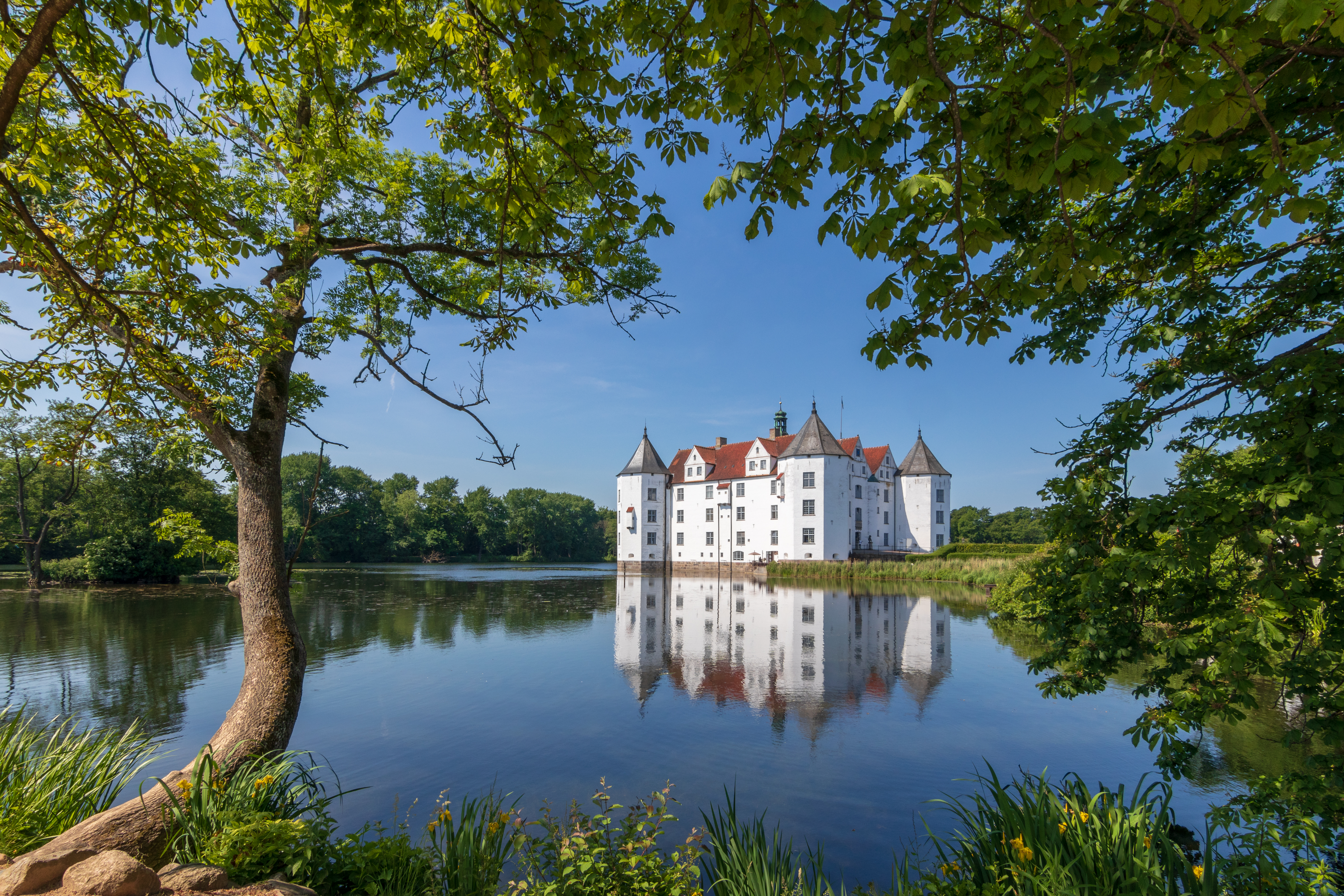
O Castelo de Glücksburg.

O Castelo de Glücksburg (em dinamarquês: Lyksborg slot) é um dos castelos mais importantes do Renascimento no Norte da Europa. O prédio está localizado na cidade de Glücksburg, Alemanha.
É a sede da Casa de Glücksburg originalmente casa ducal, era usado pelos reis da Dinamarca como uma residência real.
Os membros da família com o nome do Castelo Glücksburg tem parentesco com quase todas as dinastias da Europa.
O castelo é um dos pontos turísticos mais famosos de Schleswig-Holstein. Ele agora abriga um museu e é aberto aos visitantes.
O castelo possui um museu onde se é exibido pinturas e mobiliário do castelo.